# Commiphora ovalifolia
Commiphora ovalifolia är en tvåhjärtbladig växtart som beskrevs av Jan Bevington Gillett. Commiphora ovalifolia ingår i släktet Commiphora och familjen Burseraceae. Inga underarter finns listade i Catalogue of Life.